# Ongeschreven grondwet
Een ongecodeerde grondwet is een grondwet die bestaat uit meerdere afzonderlijke en gescheiden vastgelegde wetten handelend over de wijze waarop de staat bestuurd en geregeld wordt. Deze wetten liggen dus niet vast in één formeel document.
De aanpassingen aan een ongeschreven grondwet gaan meestal via een meerderheidsstemming in het parlement.
De overheid is gebonden aan deze wetten.

## Actief

### ongecodeerde maar geschreven grondwet
De volgende landen hebben een ongecodeerde maar geschreven grondwet:
- Israël: Tijdens de onafhankelijkheidsverklaring op 14 mei 1948 werd beloofd een grondwet op te stellen, maar als gevolg van onoverkoombare meningsverschillen in de Knesset is er geen volledige grondwet. Er zijn wel zaken vastgelegd in gewone wetgeving.
- San Marino: De grondwet van San Marino, vastgelegd in 1600, is verdeeld over een aantal wetgevingsinstrumenten waarvan de belangrijkste de Statute van 1600 en de Verklaring van de rechten van de burger zijn.
- Zweden: De grondwet ligt vast in vier afzonderlijke wetten: de Wet op de troonopvolging (1810), de Wet op de persvrijheid (1949), de Wet op de regeringsvorm (1974) en de Wet op de vrijheid van meningsuiting (1991).

### ongecodeerde en deels ongeschreven grondwet
De volgende landen hebben een ongecodeerde en deels ongeschreven grondwet:
- Verenigd Koninkrijk: Er is geen grondwet vastgelegd in één formeel document. De grondwet is door de eeuwen heen ontstaan. De grondwet ligt vast in meerdere wetten.
- Nieuw-Zeeland
- Canada